# Klaudiopolis (Kilikien)
Klaudiopolis (altgriechisch Κλαυδιόπολις, Κλαυδιούπολις Klaudioupolis; lateinisch Claudiopolis) war eine antike Stadt im rauen Kilikien (Cilicia Tracheia) bzw. Isaurien, das heutige Mut.

## Lage
Die Stadt lag rund 53 km nordwestlich von Seleukeia am Kalykadnos (heute Silifke) an der wichtigen Verbindung vom Mittelmeer über das Taurusgebirge entlang des Kalykadnos (heute Göksu) in einer fruchtbaren Ebene oberhalb des Zusammenflusses der beiden Arme des Kalykadnos. Ihre Lage ist durch eine den Namen Claudiopolis nennende Grabinschrift gesichert.

## Geschichte
Der ursprüngliche Name des Ortes war wahrscheinlich Ninika (Ninica). In augusteischer Zeit wurde hier eine römische Kolonie mit dem Namen Colonia Iulia Augusta Felix Ninica gegründet. Es handelte sich dabei um eine „Doppelgemeinde“ („double community“), d. h. neben der römischen Kolonie bestand eine selbstverwaltete Polis. Diese erhielt unter Claudius den Namen Claudiopolis (Colonia Iulia Augusta Felix Ninica Claudiopolis). Die Stadt gehörte zur römischen Provinz Cilicia, ab der Verwaltungsreform des Diokletians zur neuen Provinz Isauria.
Ein Aufenthalt des Apostels Paulus in Claudiopolis während seiner Missionsreisen ist möglich, jedoch nicht sicher zu belegen.
Die Colonia prägte Münzen von Trajan bis Maximus Caesar (Beischrift Col(onia) Iul(ia) Aug(usta) Feli(x) Ninic(a) Clau(diopolis) oder Kurzformen davon). Die Polis prägte Münzen nur unter Hadrian (Beischrift ΚΛΑΥΔΙΟΠΟΛΕΙΤωΝ).
Für das 3. Jahrhundert ist durch Münzen ein Neokorietempel bezeugt. Ammianus nennt Seleukeia und Klaudiopolis im 4. Jahrhundert als führenden Städte Isauriens.
Im Jahr 304 soll der aus Klaudiopolis stammende Tarachos (Ταράχος) das Martyrium erlitten haben. Spätestens seit dem Konzil von Nikaia 325 war Klaudiopolis Bischofssitz, der Bischof Aidesios (Αlδέσιος Κλαυδιουπόλεως) nahm daran teil. Das Bistum war Teil der Kirchenprovinz Seleukeia.
Im 13. Jahrhundert war die Stadt in kleinarmenischem Besitz, um 1300 gehörte sie zum Herrschaftsbereich der Seldschuken, die hier eine Münzstätte unterhielten.

## Archäologie
Abgesehen von wiederverwendeten Steinen und Inschriften in Gebäuden der Stadt und in den Mauern der Burg von Mut sind in Mut heute kaum noch archäologische Überreste erhalten. Lediglich geringe Spuren der Stadtmauer, ein Theater und die Nekropole mit Sarkophagen sind nachzuweisen. Reisende Forscher sahen im 19. Jahrhundert noch wesentlich mehr, etwa eine Kolonnadenstraße. Auch von Überresten dreier Kirchen in der Nekropole wird berichtet.